# IC 1318A
IC 1318A — галактика типу EN (емісійна туманність) у сузір'ї Либідь.
Цей об'єкт міститься в оригінальній редакції індексного каталогу.